# St. Helen (Míchigan)
St. Helen es un lugar designado por el censo ubicado en el condado de Roscommon en el estado estadounidense de Míchigan. En el Censo de 2010 tenía una población de 2668 habitantes y una densidad poblacional de 173,89 personas por km².

## Geografía
St. Helen se encuentra ubicado en las coordenadas 44°21′29″N 84°24′57″O / 44.35806, -84.41583. Según la Oficina del Censo de los Estados Unidos, St. Helen tiene una superficie total de 15.34 km², de la cual 13.03 km² corresponden a tierra firme y (15.06%) 2.31 km² es agua.

## Demografía
Según el censo de 2010, había 2668 personas residiendo en St. Helen. La densidad de población era de 173,89 hab./km². De los 2668 habitantes, St. Helen estaba compuesto por el 96.7% blancos, el 0.11% eran afroamericanos, el 0.82% eran amerindios, el 0.07% eran asiáticos, el 0.04% eran isleños del Pacífico, el 0.11% eran de otras razas y el 2.14% pertenecían a dos o más razas. Del total de la población el 1.12% eran hispanos o latinos de cualquier raza.